# 김강산 (성우)
김강산(1959년 6월 13일 ~ )은 대한민국의 성우이다. 1985년 MBC 10기 공채 성우로 데뷔하였다.

## 출연작품

### 애니
- 은하철도 999(MBC) - 가짜 하록
- 가이스터즈(MBC) - 네프도스, 솔가사령관, 카리칼, 소스비타사병, 모샤전사
- 기동전사 건담 0083(MBC) - 알파 A. 베이트
- 시간탐험대(MBC) - 오라트로
- 신비한 바다의 나디아(MBC) - 네모 선장, 가고일, 과학부장
- 금색의 갓슈벨(챔프) - 로베르트 바일
- 보츠마스터(MBC)
- 핑크팬더(MBC)
- 꿈돌이(MBC)
- 노트르담의 천사(SBS)
- 용감한 죠리(MBC)
- 세느강의 별(MBC)
- 철인 28호 FX(MBC)
- 오린의 대모험(SBS)
- 꾀돌이 삼총사(SBS)
- 칠협오의(SBS) - 노신
- 우주소년 아톰(SBS) - 스컹크
- 마르코 폴로의 모험(MBC)
- 걸리버 여행기(MBC)
- 감바의 모험(MBC)
- 트라이건(VIDEO)
- 몽키특공대(VIDEO) - 버그 박사, 압실론
- 몬스터(투니버스) - 형사 3
- 그림명작동화(MBC)
- 리틀 네모 - 모르페우스 왕

### 영화
- 마틴 기어의 귀향(SBS) - 쟈크(필리프 바빈)
- 매치스틱 맨(SBS) - 경찰(팀 켈러허)
- 덴젤 워싱턴의 복수(SBS) - 오데사 (아이스 티)
- 의천도룡기(MBC) - 송원교(양가인)
- 코쿤(SBS)
- 나이아가라 연쇄 살인사건(MBC)
- 죽기 아니면 까무러치기(SBS)
- 샤베르대령(SBS)
- 이연걸의 흑협(SBS)
- 어쌔신(SBS)
- 브로큰 애로우(SBS)
- 장지웅심(SBS)
- 용적심(SBS)
- 죽음의 표적(SBS)
- 에어 아메리카(SBS)
- 첩혈속집(SBS)
- 인조인간 오토매틱(SBS)
- 콘 에어(SBS) - 스왐프(M.C. 게이니)
- 영웅본색 3(SBS) - 경영진(부광달)
- 엘리미네이터(SBS)
- 오스틴 파워(SBS)
- 사랑의 스타디움(SBS)
- 줄리아 줄리아(SBS)
- 터미널 스피드(SBS)
- 씨커(SBS) - 퍼지(내스)
- U-571(SBS) - 에디(테런스 C. 카슨)
- 살인 표적(SBS)
- 사보타지(SBS)
- 이연걸의 히트맨(SBS) - 해부(정동)
- 미션(SBS) - 이베이(모니락 시소와스)
- 쉬즈 더 맨(MBC) - 축구팀 감독(비니 존스)
- 이연걸의 소림오조(MBC)
- 굿 나잇 앤 굿 럭(MBC) - 돈 홀렌벡(레이 와이즈) / 젠킨스(돈 크리치)
- 노브레인 레이스(MBC) - 오웬 템플튼(쿠바 구딩 주니어)
- 젠틀맨 리그(MBC) - 로드니 스키너(토니 커랜) / 사냥꾼(로버트 바히)
- 나인 야드(MBC) - 야니(케빈 폴락)
- 인디펜던스 데이(MBC) - 러셀(랜디 퀘이드)
- 나 홀로 집에3(MBC) - 얼 앙거(데이비드 손턴)
- 동방삼협2(MBC) - 보좌관
- 구름 속의 산책(MBC) - 알베르토(지안카를로 지아니니)
- 언터처블(MBC) - 오스카 월리스(찰스 마틴 스미스)
- 러브 인 아프리카(SBS) - 김마니(카니아만)
- 맨 인 블랙(SBS) - 집스(토니 샬호브)
- 탄생(MBC) - 피터(조던 라게)
- 레이디 킬러(MBC) - 가웨인(말런 웨이언스)
- 미시시피 버닝(MBC)
- 아라비아의 로렌스 그 후의 이야기(MBC)
- S.W.A.T. 특수기동대(MBC) - T.J.(조시 찰스)
- 내 사랑 악마(MBC)
- 토이즈(MBC)
- 모험왕(MBC)
- 당신에게 일어날 수 있는 일(MBC)
- 프라이멀 피어(MBC)
- 리전에어(MBC) - 군인(타키스 트레그지리스)
- 패신저 57(MBC)
- 엔트랩먼트(MBC)
- 옹박 - 두 번째 미션(MBC) - 릭(데이빗 아사바노드)
- 슬립 허, 쉬즈 프렌치(MBC)
- 마지막 보이스카웃(SBS) - 마일로(테일러 네그론) / 제이크의 동료(잭 켈러)
- 리쿠르트(MBC)
- 더티 해리 4 - 써든 임팩트(MBC)
- 클리프 행어(SBS) - 키넷(리온 로빈슨) / 수송국 요원(브루스 맥길) / 에릭의 동료(마이크 웨이스)
- 스톰 캐쳐(MBC)
- 프레데터(SBS) - 빌리(소니 랜드햄) / 프레데터 워리어(피터 컬런)
- 크림슨 타이드(MBC)
- 업 클로즈 앤 퍼스널(MBC)
- 공군대전략(MBC)
- 그들만의 리그(MBC)
- 황비홍(SBS)
- 국경선(SBS)
- 속 48시간(SBS)
- 플래툰(MBC) - 반즈 중사 (톰 베린저)
- 상성 : 상처받은 도시(MBC) - 여신화(찬백강)
- 코 끝에 걸린 사나이(SBS) - 흑인(커티스 맥클라린)
- 석양의 건맨(MBC) - 산초(파노스 파파두플로스)
- 수퍼캅(SBS) - 경찰(로베르토 델 라쿠아)
- 총잡이 링고(MBC) - 은행 직원(후안 토레스)
- 공주는 못말려(SBS) - 점쟁이(루치아노 만잘리니)
- 은빛 안장(MBC) - 보안관(필립 허센트)
- 개 같은 내 인생(MBC) - 조각가(레나트 휼스트롬)
- 람보(SBS) - 헬기 조종사(찰스 A. 탐버로)
- 페리스의 해방(MBC) - 학생(맥 페리치)
- 배트맨 2(SBS) - 팽귄의 부하(트래비스 맥케나)
- 수호전지 영웅본색(SBS) - 병사
- 에이스 벤츄라(SBS)

### 외화시리즈
- CSI 뉴욕(MBC) - 미키 디 아마토 (앤드류 피셀라)
- 칠협오의(SBS)

### 라디오
- 다큐멘터리 드라마 격동 50년(MBC) - 권노갑

### 드라마
- MBC 제4공화국 - 22화 단역 출현
- SBS 코리아게이트 - 백운택 제72방위사단장 역
- SBS 삼김시대
- SBS 야인시대 - 장경근 의원 역
- MBC 대장금
- MBC 영웅시대 - 판사 역
- MBC 제5공화국 - 홍기훈 의원 역
- SBS 사랑과 야망
- MBC 주몽

## 같이 보기
- 문화방송 성우극회